# Conostylis setosa
Conostylis setosa là một loài thực vật có hoa trong họ Huyết bì thảo. Loài này được Lindl. mô tả khoa học đầu tiên năm 1839.

## Hình ảnh

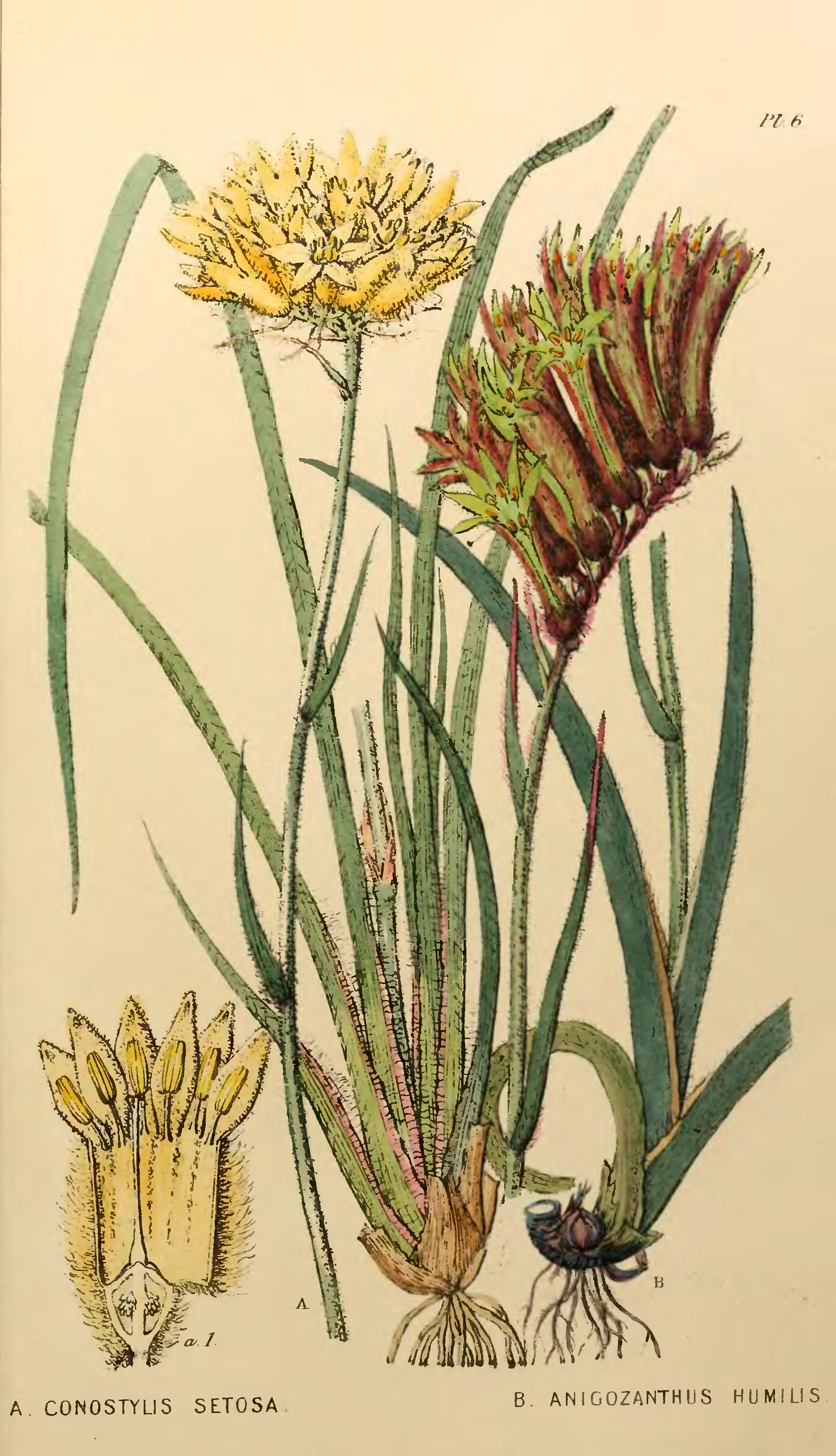